# Akrilna kislina
Akrilna ali prop-2-enojska kislina je najenostavnejša nenasičena karboksilna kislina z vinilno skupino na  α-ogljikovem atomu. Akrilna kislina je bistra brezbarvna tekočina z značilnim ostrim jedkim vonjem. Meša se z vodo, alkoholi, etri in kloroformom. Akrilno kislino se prozvaja iz propena.
Akrilna kislina se obnaša kot karboksilna kislina: z alkoholi tvori estre, z bazami pa ustrezne soli. Estri in soli se imenujejo akrilati oziroma propenoati. Najpomembnejši alkilni estri so metil, butil, etil in 2-etilheksil akrilat.
Akrilna kislina in njeni estri reagirajo sami s seboj ali drugimi monomeri, na primer amidi, akrilonitrilom, vinili, stirenom in butadienom in tvorijo homopolimere ali kopolimere, ki se uporabljajo za proizvodnjo plastičnih mas, elastomerov, premazov in lepil.

## Nevarnosti
Akrilna kislina močno draži in razjeda kožo. Na očeh povzroča težke opekline in trajne poškodbe roženice. Vdihavanje par akrilne kisline povzroča razdraženost dihalnih poti, zaspanost in glavobol. Kratkotrajno vohanje kisline še ne pomeni izpostavljenosti. Za ugotavljanje izpostavljenosti je potrebna analiza zraka. Kratkotrajna izpostavljenost nizkim koncentracijam akrilne kisline v zraku ima minimalen vpliv na zdravje ali ga sploh nima, izpostavljenost visokim koncentracijam pa lahko povzroči pljučni edem.
V primeru zaužitja kislina lahko povzroči bolečine in sežiganja v ustah, žrelu in želodcu, drisko, bruhanje in padec krvnega tlaka oz. lahko destruktivno vpliva na gastro-intestinalni trakt. Predvideni smrtni odmerek je 5 ml.